# Metamorpha aphrodite
Metamorpha aphrodite är en fjärilsart som beskrevs av Butler 1855. Metamorpha aphrodite ingår i släktet Metamorpha och familjen praktfjärilar. Inga underarter finns listade i Catalogue of Life.